# NGC 3825
NGC 3825 (другие обозначения — NGC 3852, UGC 6668, MCG 2-30-18, ZWG 68.36, HCG 58B, PGC 36348) — спиральная галактика с перемычкой (SBa) в созвездии Девы. Открыта Уильямом Гершелем в 1784 году.
В галактике не наблюдается нейтрального водорода. По-видимому, галактика лишилась газа в результате взаимодействий с другими галактиками группы, и газ перешёл в межгалактическое пространство.
Этот объект занесён в Новый общий каталог дважды, с обозначениями NGC 3825 и NGC 3852. Это произошло в результате того, что в записях Гершеля присутствует два наблюдения этой галактики в разное время, при этом он не понял, что наблюдает один объект.
Галактика NGC 3825 входит в состав группы галактик IC 724. Помимо NGC 3825 в группу также входят NGC 3817, NGC 3822, NGC 3848, NGC 3852, NGC 3839, IC 724, UGC 6617, NGC 3819 и NGC 3820.